# Saschiz

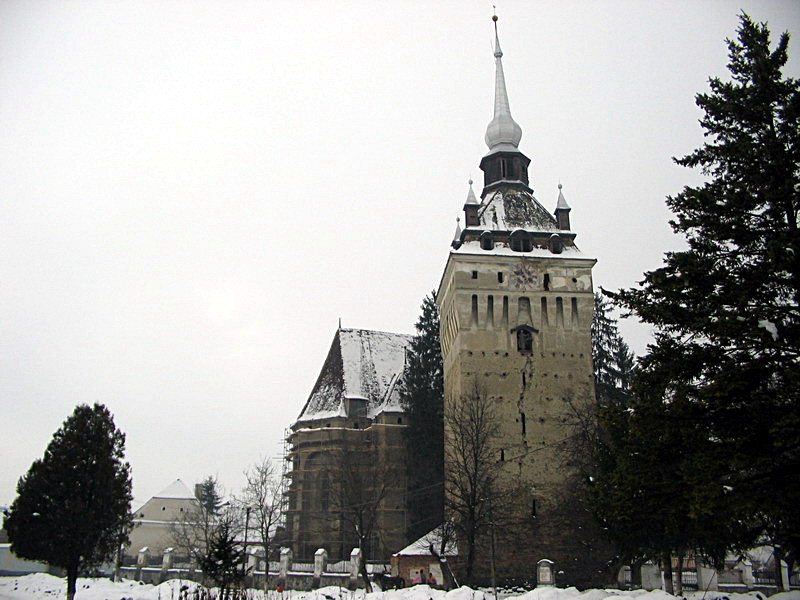
Kościół warowny w Saschiz

Saschiz (niem. Keisd, węg. Szászkézd) – miejscowość w Rumunii położona w południowej części Siedmiogrodu w okręgu Marusza (ok. 20 km na wschód od Sighișoara). W przeszłości zamieszkana była głównie przez Sasów siedmiogrodzkich (których zdecydowana większość opuściła jednak ten region w latach 80. i 90. XX w., a ich miejsce zajęli głównie Rumuni i Romowie). Znana ze znajdującego się w niej jednego z charakterystycznych dla tego regionu kościołów warownych. Wraz z sześcioma innymi wsiami siedmiogrodzkimi znajduje się od 1999 r. na liście światowego dziedzictwa UNESCO.
We wsi znajduje się kościół warowny (typowy dla kościołów warownych tego regionu) z końca XV w., wyposażony m.in. w nadbudowaną nad całą świątynią dodatkową kondygnacją służącą celom obronnym. Obok niego wznosi się dzwonnica, przebudowana na wzór jednej z wież nieodległego miasta Sighișoara. Ponadto w pobliżu wsi znajdują się ruiny średniowiecznego zamku chłopskiego.

## Literatura
- Ryszard Brykowski, Tadeusz Chrzanowski, Marian Kornecki: Sztuka Rumunii. Wrocław – Warszawa – Kraków – Gdańsk: Zakład Narodowy imienia Ossolińskich Wydawnictwo, 1979, s. 110, 117, 118. ISBN 83-04-00121-7.
- Łukasz Galusek, Aleksandru Dumitru, Tomasz Poller: Transylwania. Twierdza rumuńskich Karpat. Kraków: Wydawnictwo Bezdroża, 2003, s. 191–192. ISBN 83-918869-0-5.
- Łukasz Galusek, Michał Jurecki: Rumunia. Przestrzeń – sztuka – kultura. Olszanica: Wydawnictwo BoSz, 2008, s. 44–45. ISBN 978-83-7576-038-5.